# Xanthisthisa niveifrons
Xanthisthisa niveifrons là một loài bướm đêm trong họ Geometridae.